# BALCO-Affäre
Die BALCO-Affäre war ein 2003 von den Journalisten Mark Fainaru-Wada und Lance Williams aufgedeckter Dopingskandal um das amerikanische Unternehmen Bay Area Laboratory Co-Operative (BALCO). BALCO-Gründer und Inhaber Victor Conte, BALCO-Vizepräsident James Valente, der Trainer Greg Anderson und der Sprint-Trainer Remi Korchemny hatten über mehrere Jahre hochkarätige amerikanische und europäische Sportstars mit Designersteroiden wie etwa THG und Wachstumshormonen versorgt.

## Das Unternehmen BALCO
BALCO, ein 1984 gegründetes Unternehmen mit Firmensitz in Burlingame, Kalifornien, war im Dienstleistungsbereich für Blut- und Urinanalyse tätig und handelte mit Nahrungsergänzungsmitteln. Victor Conte bot 1988 einer Gruppe von Sportlern, genannt die BALCO Olympians, kostenlose Blut- und Urinproben sowie Nahrungsergänzungsmittel an und begleitete die Sportler während der Olympischen Sommerspiele in Seoul. Ab 1996 arbeitete Conte mit dem bekannten amerikanischen Footballstar Bill Romanowski zusammen, über den er weitere Kontakte zu Athleten und Trainern wie dem Sprint-Coach Remi Korchemny knüpfen konnte. Conte und Korchemny gründeten wenig später für Marketingzwecke den ZMA Track Club, einen Verein, dem auch die Sprinterin Marion Jones und der Sprinter Tim Montgomery angehörten. Im Jahr 2000 nahm Conte über den in einem nahegelegenen Fitness-Studio arbeitenden Trainer Greg Anderson Kontakt mit dem bekannten US-Baseball-Star Barry Bonds auf. Über Bonds wurde der Kontakt zu anderen Baseballspielern hergestellt.

## Verlauf der Ermittlungen und Verfahren
Im August 2002 nahm die Staatsanwaltschaft offiziell Ermittlungen gegen BALCO im Zusammenhang mit Vorwürfen der Steuerflucht auf. Die United States Anti-Doping Agency erhielt im Juni 2003 einen anonymen Anruf von US-Leichtathletiktrainer Trevor Graham. Graham nannte die Namen einer Reihe von Athleten, die er des Dopings mit einem zum damaligen Zeitpunkt nicht nachweisbaren Steroid bezichtigte, und nannte Victor Conte als Bezugsquelle des Steroids. Als Beweis lieferte er eine Spritze mit Spuren des Steroids. Don Catlin, dem Direktor des Olympic Analytical Laboratory in Los Angeles, gelang es wenig später, anhand der Probe ein Testverfahren für THG zu entwickeln. Mit dem neuen Verfahren unterzog man 550 bereits vorhandene Proben von Athleten einem erneuten Test, wobei mehr als 20 positive Resultate festgestellt wurden. Bis dahin wurde auf 16 Zusammensetzungen von Anabolika kontrolliert, THG war die 17.
Am 3. September 2003 nahmen Vertreter des Internal Revenue Service, der U.S. Food and Drug Administration, San Mateo Narcotics Task Force und United States Anti-Doping Agency eine Hausdurchsuchung in den Räumlichkeiten von BALCO vor, bei der Listen von BALCO-Kunden gefunden wurden. In einem Außenlager fand man Container, deren Etiketten auf Steroide und Wachstumshormone hinwiesen. Bei der Durchsuchung von Andersons Räumlichkeiten zwei Tage später wurden Steroide, Bargeld in Höhe von 60.000 US-Dollar sowie Namenslisten von Athleten und Dosierungspläne sichergestellt. Am 6. Juni 2006 wurde das Haus des Baseballspielers Jason Grimsley (Arizona Diamondbacks) durchsucht. Grimsley gab Auskunft über Spieler, die leistungssteigernde Mittel benutzt hatten. Er erhielt die Kündigung durch seinen Verein und bekam eine Sperre von 50 Spielen. Die Ermittlungen im Zusammenhang mit dem Dopingskandal laufen noch immer.
Auf der BALCO-Kundenliste standen den amtlichen Erkenntnissen zufolge unter anderem der Baseballprofi Barry Bonds, Benito Santiago, Cottrell J. Hunter, der britische Sprinter Dwain Chambers, Gary Sheffield, der Baseballprofi Jason Giambi, der Baseballprofi Jeremy Giambi, der Hammerwerfer John McEwen, der Kugelstoßer Kevin Toth, die Sprinterinnen Marion Jones und Kelli White, die Mittelstreckenläuferin Regina Jacobs, der Sprinter Tim Montgomery, mehrere Basketballstars sowie Mitglieder des Football-Vereines Oakland Raiders, eingeschlossen Bill Romanowski, Tyrone Wheatley, Barrett Robbins, Chris Cooper und Dana Stubblefield. Conte soll auch für die Versorgung der olympischen US-Judomannschaft mit „Vitaminen“ zuständig gewesen sein.
Am 15. Juli 2005 wurden Conte und Anderson nach Teilgeständnissen zu Geldstrafen sowie vier Monaten Haft und vier Monaten auf Bewährung verurteilt. Sie wurden schuldig gesprochen, Steroide illegal an Sportler verkauft und Geldwäsche betrieben zu haben. Mit den vorzeitigen Geständnissen vermieden die Angeklagten einen spektakulären Prozess, der im Oktober 2005 begonnen hätte.
Mark Fainaru-Wada und Lance Williams wurden im April 2005 für ihre Arbeit mit dem Journalistenpreis der White House Correspondents’ Association ausgezeichnet. Im Jahr 2006 veröffentlichten sie das Buch Game of Shadows, welches eine Zusammenfassung der ca. 200 Interviews und 1000 Dokumente beinhaltet, die sie für ihre Recherchen im Rahmen der BALCO-Affäre gesammelt hatten. 
Im Oktober 2006 kam es zu Ermittlungen gegen Fainaru-Wada und Williams, da diese ein Protokoll einer geheimen Aussage Barry Bonds vor einer Grand Jury verwendet hatten. Da beide Autoren sich weigerten, den Namen ihres Informanten zu nennen, drohte ihnen eine Beugehaftstrafe von bis zu 18 Monaten.
Die Ermittlungen wurden im Februar 2007 eingestellt, nachdem sich der Anwalt Troy Ellermann schuldig bekannt hatte, eine Abschrift von Bonds Geständnis weitergegeben zu haben.
Wegen ihres Leugnens von Verwicklungen in die Affäre im Verfahren gegenüber den Sachbearbeitern (Agents) der U.S. Food and Drug Administration wurden gegen zahlreiche Trainer und Sportler Ermittlungsverfahren geführt und teils auch Anklage erhoben. So wurden Marion Jones und ihr ehemaliger Trainer Trevor Graham im Herbst 2007 angeklagt. Während Jones schon vor der Verhandlung die Falschaussagen einräumte, bestritt Graham jede Falschaussage in den ersten Anhörungen. Beide wurden jedoch im Jahre 2008 rechtskräftig wegen Meineids verurteilt.